# Montereau
Montereau är en kommun i departementet Loiret i regionen Centre-Val de Loire strax norr Frankrikes mitt. Kommunen ligger i kantonen Lorris som tillhör arrondissementet Montargis. År 2022 hade Montereau 644 invånare.

## Befolkningsutveckling
Antalet invånare i kommunen Montereau
| Referens: INSEE |